# Mileta Lisica
Mileta Lisica (in serbo Милета Лисица?; Priboj, 8 ottobre 1966 – Novi Sad, 11 novembre 2020) è stato un cestista jugoslavo con cittadinanza slovena.

## Palmarès
- YUBA liga: 2

Stella Rossa Belgrado: 1992-93, 1993-94